# クロララクニオン藻
クロララクニオン藻（Chlorarachniophytes）は海産の単細胞藻類である。糸状仮足を持つアメーバ様の体制でありながら、クロロフィルa/bを含む緑色の葉緑体を持ち、光合成を行う。名前のクロララクニオンは代表属である Chlorarachnion に由来する（chloro- '緑色の' ＋ arachnion 'クモの巣'）。

## 特徴・生活環
クロララクニオン藻は、生活環の中で以下の三つの形態をとる。いずれの細胞も葉緑体を持ち、光合成を行う。
- 糸状仮足を持つアメーバ型細胞
- 細胞壁を持つ球状細胞
- 単鞭毛の遊泳細胞

通常はアメーバ型であり、二分裂によって無性的に増殖する。この型の細胞は仮足による移動を行い、バクテリアや他の藻類、場合によっては同種を取り込んで捕食する事もある。環境条件が変化すると耐久性シスト的な役割を持つ球状細胞となり、再び増殖に適した条件が揃うまで待つ。この状態の細胞は積極的に分裂しない。遊泳細胞も環境の変化で生じるが、具体的な誘導条件などは不明である。代表種のChlorarachnion reptans は3型全ての形態をとるが、属によってはアメーバ型や遊泳細胞を欠くもの、或いは遊泳細胞のみで生活するものなど様々である。
クロララクニオン藻の特徴は葉緑体にある。色素組成は緑色植物と同様にクロロフィルa/bと種々のカロテノイドだが、葉緑体膜は4重（緑色植物は2重膜）である。葉緑体は突出型のピレノイド（pyrenoid）を持ち、このピレノイドの形状は属レベルの分類基準として用いられている。また、内外2枚の葉緑体膜の間にはヌクレオモルフと呼ばれる細胞小器官がある。これはDNAを含んでおり、葉緑体の元となった共生藻の核が退化したものとされている。このDNA配列を用いた分子系統解析の結果や光合成色素組成から、葉緑体は緑藻由来であると考えられている。このヌクレオモルフは、全真核生物の中でクロララクニオン藻とクリプト藻（葉緑体は紅藻由来）、一部の渦鞭毛藻にしか存在しない。

## 分布
温帯-熱帯の沿岸域に普通。アメーバ型細胞と球状細胞は、波打ち際やタイドプール底部の砂や堆積物表面によく見られる。遊走細胞も沿岸域に多いが、外洋域でのプランクトンネット採集から得られる場合もある。

## 分類
Division Chlorarachniophyta クロララクニオン植物門
Class Chlorarachniophyceae クロララクニオン藻綱
- Chlorarachnion Geitler, 1930

本門設立の契機となった C. reptans のみが報告されている。記載自体は1930年に為されていたが、これが独立の植物門を形成するまでに特異な生物であると判明したのは1984年の事である。
- Lotharella
- Gymnochlora
- Cryptochlora
- Bigelowiella

唯一記載されている B. natans は遊泳細胞のみでアメーバ相を欠く。この生物は以前はプラシノ藻として扱われていた。